# Епархия Стоктона
Епархия Стоктона (лат. Dioecesis Stocktoniensis, англ. Roman Catholic Diocese of Stockton) — епархия Римско-Католической церкви в городе Стоктон, штат Калифорния, США. Епархия Стоктона входит в митрополию Сан-Франциско. Кафедральным собором епархии Стоктона является Собор Благовещения.

## История
13 января 1962 года Римский папа Иоанн XXIII издал буллу Ineunte vere, которой учредил епархию Стоктона, выделив её из епархии Сакраменто и архиепархии Сан-Франциско.

## Ординарии епархии
- епископ Хью Алоизиуc Донахью[англ.] (27.01.1962 — 22.08.1969) — назначен епископом Фресно
- епископ Мерлин Джозеф Гилфойл[англ.] (12.11.1969 — 04.09.1979)
- епископ Роджер Майкл Махони (15.02.1980 — 16.07.1985) — назначен архиепископом Лос-Анджелеса, кардинал с 1991
- епископ Дональд Уильям Монтроуз[англ.] (17.12.1985 — 18.01.1999)
- епископ Стивен Эдвард Блэр[англ.] (18.01.1999 — 23.01.2018)
- епископ Майрон Джозеф Котта[англ.] (с 23.01.2018)

## Источник
- Annuario Pontificio, Libreria Editrice Vaticana, Città del Vaticano, 2003, ISBN 88-209-7422-3
- Булла Ineunte vere, AAS 54 (1962), стр. 839  (лат.)